# Ingegärd Thorngren
Ingegärd Elise Thorngren, född 16 juni 1943 i Göteborg, är en svensk bergsingenjör.

## Biografi
Thorngren tog examen som bergsingenjör från Kungliga Tekniska Högskolan 1966. Hon arbetade som assistent på Institutionen för metallhyttkonst vid KTH 1966–1968. Sedan började hon arbeta på IBM, först på utbildningsverksamheten 1968–1978, efter det på marknadsavdelningen som systemman 1978–1984, systemgruppchef 1985–1987 och som systemchef från 1987.
Thorngren är aktiv i SPF Seniorerna, där hon bland annat är ledamot i riksvalberedningen samt ordförande för avdelningen i Saltsjöbaden. Hon är också styrelseledamot i Blomsterfonden.
Thorngren har under 2000-talet haft flera politiska uppdrag för Moderaterna i Nacka kommun. Bland annat som ordförande i äldrenämnden och tekniska nämnden samt  lekmannarevisor för utskott till kommunstyrelsen, nämnder och Nacka Stadshus Aktiebolag. Hon har även varit ordförande i Moderaternas nomineringskommitté för Stockholms läns riksdagslista.

## Familj
Thorngren är dotter till bergsingenjör Torsten Ando och Ewa Ando (född Johansson). Hon har två barn, födda 1975 och 1977.